# Paul Collart (helléniste français)
Pour les articles homonymes, voir Collart.
Ne doit pas être confondu avec Paul Collart (archéologue suisse).
Paul Vital Ferdinand Collart, né le 24 novembre 1878 à Conflans (Meurthe-et-Moselle) et mort le 10 avril 1946 à Neuilly-sur-Seine (Hauts-de-Seine), est un professeur d'université et helléniste français.

## Biographie
Paul Collart effectue ses études à la Faculté des lettres de Lille. Il est licencié ès lettres en 1900 et agrégé de grammaire en 1903. Il obtient un doctorat ès lettres en 1931.
La carrière académique de Paul Collart débute par divers postes de professeur en lycée, de 1904 à 1928. En 1928, il devient suppléant du professeur Pierre Jouguet à la Faculté des lettres de Paris (Sorbonne). En 1933, toujours dans cette même faculté, on lui attribue le poste de maître de conférences de langue et littérature grecques. Il est désigné professeur de papyrologie de 1936 à 1946. En parallèle de ces charges d'enseignement à la Sorbonne, il est également chargé de cours à l’École Pratique des Hautes Études (1928) et directeur d'études pour la philologie grecque à partir de 1938.
Exempté de service militaire en 1901, il est fait prisonnier civil par les Allemands en 1914.
Paul Collart intervient également en tant que collaborateur dans de nombreuses revues, telles que la Revue de philologie, la Revue des études grecques, la Revue égyptologique, Aegyptus, les Études de papyrologie, le Bulletin de l'Institut Français d'Archéologie Orientale, ou encore la Revue belge de philologie et d'histoire.

## Œuvres
Parmi les ouvrages rédigés par Paul Collart figurent :
- Les papyrus Bouriant (1926), prix Saintour ;
- Les papyrus grecs d'Achmin à la Bibliothèque nationale (1930) ;
- Nonnos de Panopolis, études sur la composition et le texte des dyonisiaques, thèse de doctorat (1930) ;
- Les papyrus de l'Iliade et de l'Odyssée (1933, 1934 et 1939) ;
- Les papyrus de Théodore Reinach, tome 2 (1940) ;
- Collaboration à l'édition et traduction de l'Iliade dans la collection Budé, avec P. Chantraine, P. Mazon et R. Langumier.

## Distinctions
Paul Collart est fait Chevalier de la légion d'honneur en 1938.
Il est également membre de l'Académie des inscriptions et belles lettres en 1942 et lauréat de l'Institut (prix Saintour).